# المنطاد الحراري

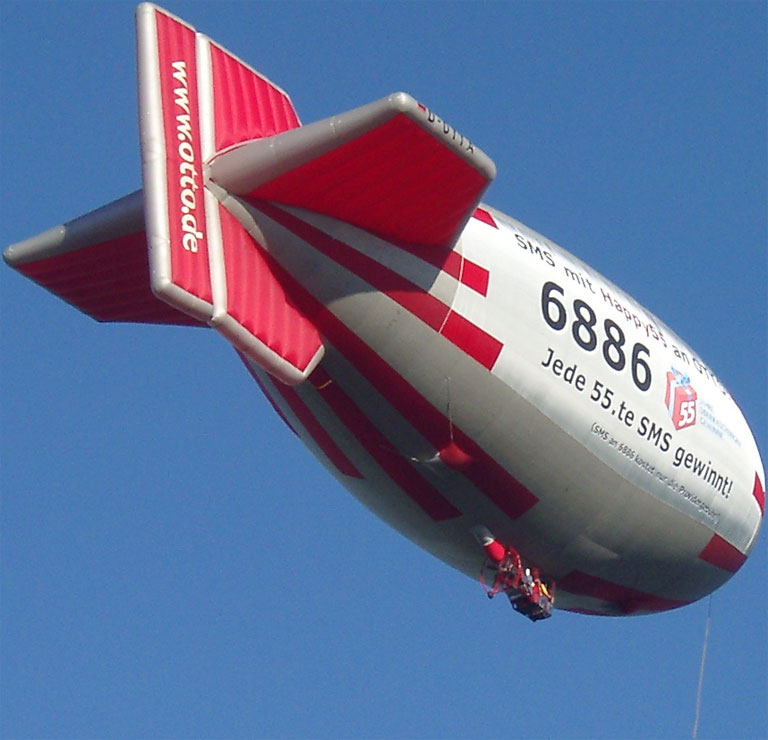

المنطاد الحراري منطاد يطير عن طريق تسخين الهواء في داخله. وتتسبب الكثافة المنخفضة للهواء الساخن الداخلي مقارنة بالهواء المحيط البارد في إحداث قوة تصاعدية على الغلاف. وهذا مثل منطاد الهواء الساخن، إلا أن المنطاد الحراري مزود بوسائل دفع تعمل بالطاقة فيما يعتمد منطاد الهواء الساخن على الرياح لتوجيهه.